# Tillandsia 'Bonsall Beauty'
Tillandsia 'Bonsall Beauty' es un cultivar híbrido del género Tillandsia perteneciente a la familia Bromeliaceae.
Es un híbrido creado en  el año 1983 con las especies Tillandsia  tenuifolia × desconocido.